# Rocco Lentini

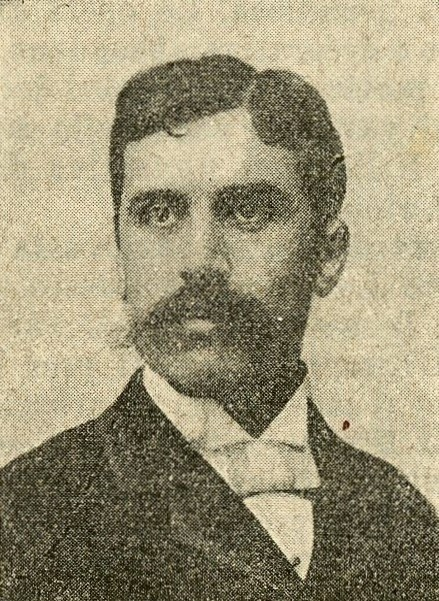
Rocco Lentini

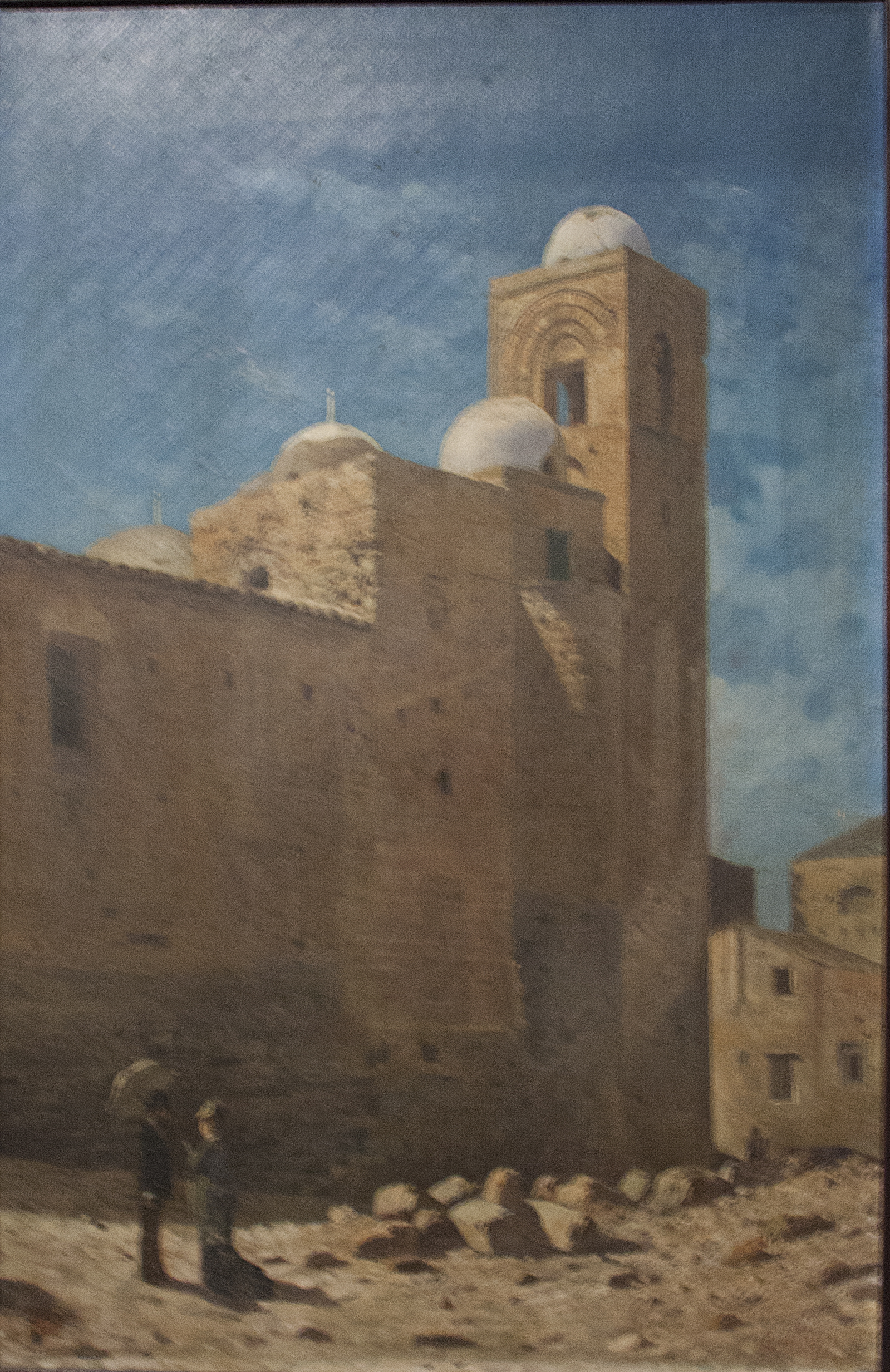
San Giovanni degli Eremiti, Ölgem#lde 1876

Rocco Lentini (* 17. Februar 1858 in Palermo; † 20. November 1943 in Venedig) war ein italienischer Maler auf Sizilien.

## Leben
Lentini war der Sohn des Theatermalers Giovanni Lentini des Älteren (* 1830 in Trapani – 1890 in Palermo) und Vater von Giovanni Lentini dem Jüngeren.
Zunächst als Bühnenmaler tätig, erhielt er 1877 von der Stadt Palermo ein Stipendium, das ihm den Besuch der Accademia di Belle Arti di Bologna ermöglichte. Bereits zwei Jahre später war er mit Gemälden auf dem Salon von Paris im Jahr 1879 vertreten. An der Promotrice delle belle arti in Turin setzte er seine Ausbildung 1879 fort.
Von 1888 bis 1924 unterrichtete er Zeichnen am Regio Educandato Maria Adelaide in Palermo, konnte daneben aber zahlreiche Aufträge übernehmen. Lentini arbeitete häufig mit Enrico Cavallaro zusammen.
Neben zahlreichen Ausstellungen nahm er 1905 und 1922 an der Biennale di Venezia teil.
Er veröffentlichte zwei Lehrbücher: „Elementi di Ornato“ (1892) und „Elementi di Paesaggio“ und war an Ernesto Basiles 1911 erschienenes Werkverzeichnis über den Stuckateur Giacomo Serpotta beteiligt.

## Werke in Palermo (Auswahl)
- Stazione Centrale: Dekorationsmalerei (1886)
- Villa Malfitano Whitaker: Freskendekorationen (1886–1887),
- Palazzo delle Aquile (1890–1891)
- Teatro Politeama: Wandmalereien (1890–1891)
- Biblioteca Francescana (Palermo): Aquarelle im Manuskript “Storia di Carnevale” (gemeinsam mit Enrico Cavallaro)
- Galleria d’Arte moderna: Wandmalereien in zwei Ausstellungsräumen im pompejanischen Stil (mit Enrico Cavallaro und Giuseppe Enea)
- Aquarelle im Buch La vita recitata (mit Enrico Cavallaro) Neuauflage im Enzo Sellerio Editore. Palermo 1980